# Mistrzostwa Europy w Lekkoatletyce 1938 – rzut dyskiem kobiet
Rzut dyskiem kobiet był jedną z konkurencji rozgrywanych podczas II Mistrzostw Europy w Wiedniu. Został rozegrany 18 września 1938 roku. Zwyciężczynią tej konkurencji została mistrzyni olimpijska z 1936, Niemka Gisela Mauermayer. W rywalizacji wzięło udział jedenaście zawodniczek z siedmiu reprezentacji.

## Rekordy
| Rekord świata | Gisela Mauermayer (GER) | 48,31 | Berlin, Niemcy | 11.07.1936 |
| Rekord Europy | Gisela Mauermayer (GER) | 48,31 | Berlin, Niemcy | 11.07.1936 |

## Wyniki
| Miejsce | Zawodniczka          | Wynik | Uwagi |
| ------- | -------------------- | ----- | ----- |
| 1       | Gisela Mauermayer    | 44,80 | CR    |
| 2       | Hildegard Sommer     | 40,95 |       |
| 3       | Paula Mollenhauer    | 39,81 |       |
| 4       | Birgit Lundström     | 38,12 |       |
| 5       | Genowefa Cejzik      | 36,51 |       |
| 6       | Gabre Gabric-Calvesi | 35,53 |       |
| 7       | Ans Niesink          | 35,48 |       |
| 8       | Bevis Reid           | 34,19 |       |
| 9       | Britta Awall         | 33,26 |       |
| 10      | Kathleen Dyer-Tilley | 33,18 |       |
| 11      | Ágnes Nadányi        | 31,08 |       |